# Сен-Панталеон-де-Ларш
Сен-Панталео́н-де-Ларш (фр. Saint-Pantaléon-de-Larche, окс. Sent Pantaleon de L'Archa) — коммуна во Франции, находится в регионе Лимузен. Департамент — Коррез. Входит в состав кантона Ларш. Округ коммуны — Брив-ла-Гайярд.
Код INSEE коммуны — 19229.
Коммуна расположена приблизительно в 420 км к югу от Парижа, в 85 км южнее Лиможа, в 29 км к юго-западу от Тюля.

## Население
Население коммуны на 2008 год составляло 4599 человек.
| 1962 | 1968 | 1975 | 1982 | 1990 | 1999 | 2006 |
| ---- | ---- | ---- | ---- | ---- | ---- | ---- |
| 1336 | 1729 | 2406 | 3019 | 3478 | 3774 | 4599 |

## Администрация
| Период | Период | Фамилия          | Партия                                                                         | Примечания |
| ------ | ------ | ---------------- | ------------------------------------------------------------------------------ | ---------- |
| 1959   | 1977   | Франсуа Дельбари |                                                                                |            |
| 1977   | 2001   | Жорж Оже         | Радикальная левая партия (до 1983) Объединение в поддержку республики (с 1983) |            |
| 2001   |        | Жан-Жак Дельпеш  | Союз за народное движение                                                      |            |

## Экономика
В 2007 году среди 3000 человек в трудоспособном возрасте (15-64 лет) 2257 были экономически активными, 743 — неактивными (показатель активности — 75,2 %, в 1999 году было 71,5 %). Из 2257 активных работали 2142 человека (1110 мужчин и 1032 женщины), безработных было 115 (42 мужчины и 73 женщины). Среди 743 неактивных 250 человек были учениками или студентами, 287 — пенсионерами, 206 были неактивными по другим причинам.

## Достопримечательности
- Замок Крамье (XVII век). Памятник истории с 1991 года[3]
- Церковь Сен-Панталеон (XII век). Памятник истории с 1963 года[4]
- Замок Лавард (XVII век)

## Фотогалерея

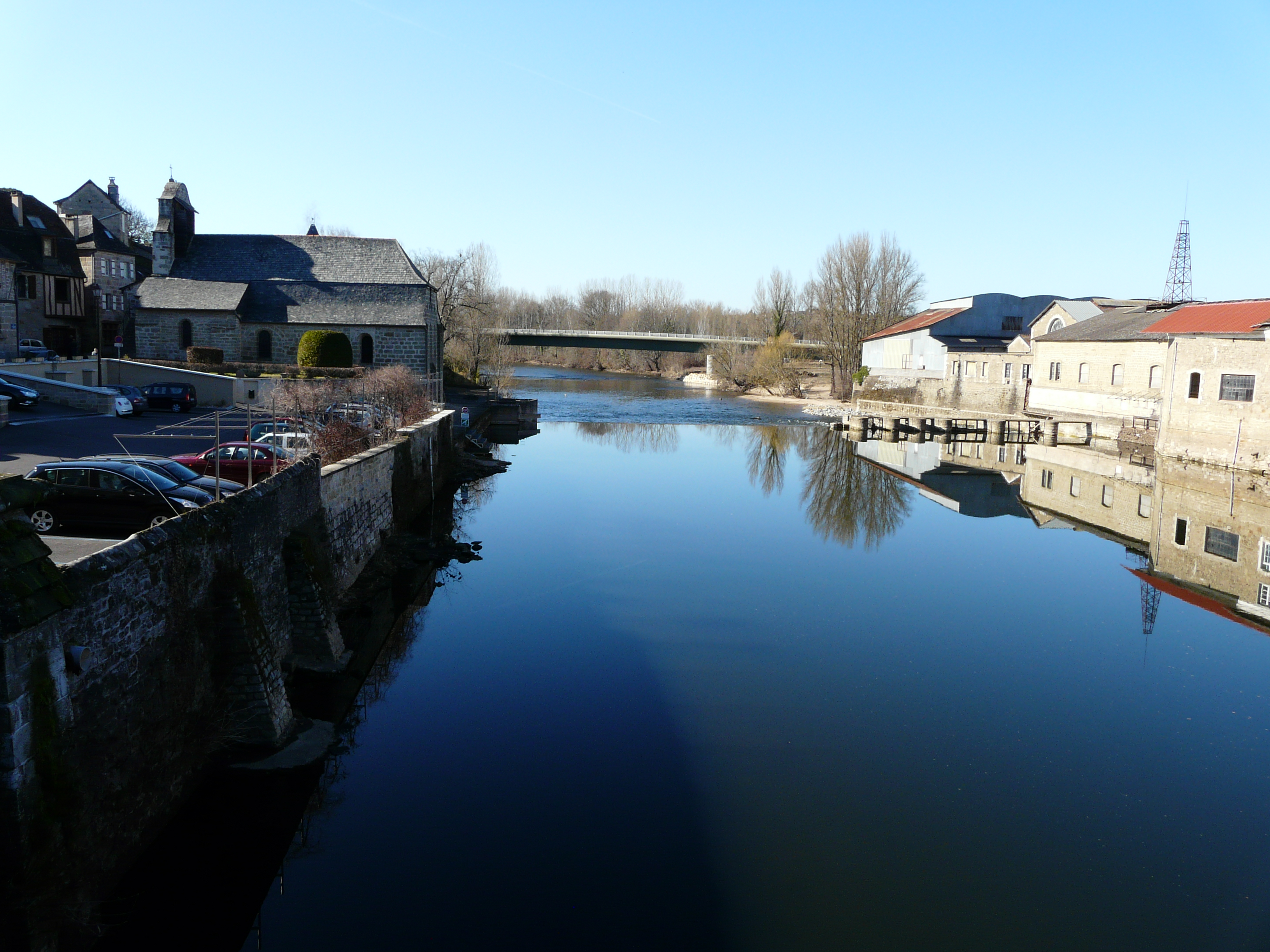
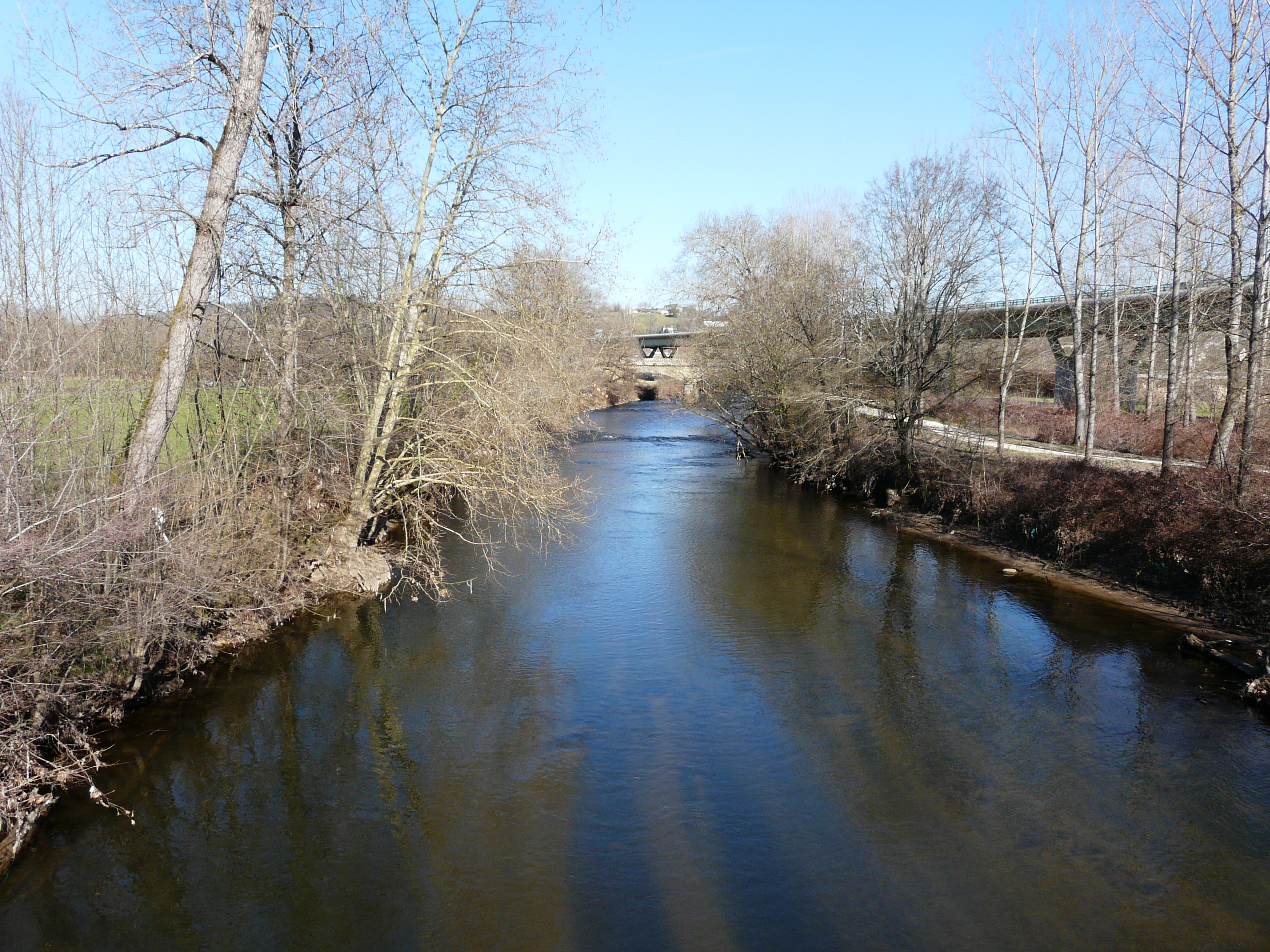
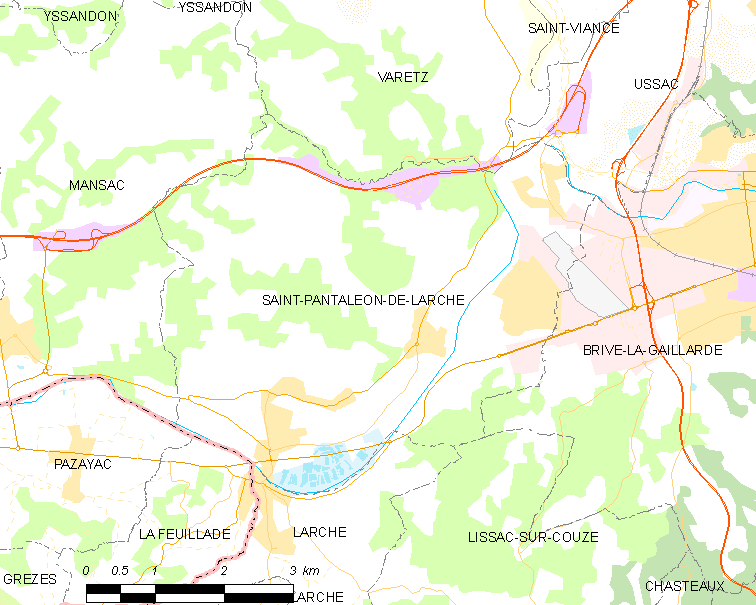
Карта коммуны